# Heather Tom
Heather Tom (Hinsdale, 4 novembre 1975) è un'attrice statunitense.
Nota per il ruolo di Victoria Newman in Febbre d'amore, Kelly Cramer in Una vita da vivere e La valle dei pini e di Katie Logan in Beautiful.
Ha vinto 6 Emmy Awards: 2 per il ruolo di Victoria Newman nella soap opera Febbre d'amore e 4 per il ruolo di Katie Logan in Beautiful, ruolo che ricopre dal 2007.

## Carriera
Debutta in televisione nel 1989, in un episodio del telefilm, Casalingo superpiù. Nel 1990 sarà protagonista con Linda Evans del film-Tv Shell Take Romance
È conosciuta per le soap opera e soprattutto per il ruolo di Victoria Newman, che ha interpretato dal 1991 al 2003. nella soap Febbre d'amore. Detiene il record per il maggior numero di candidature agli Emmy Award per attrici sotto i 30 anni. Grazie a quel ruolo vinse infatti due Emmy (1993-1999) e un Soap Opera Digest Awards nel 1997.
Nel 2003 interpreta Kelly Cramer Buchanan nella soap opera Una vita da vivere. Lascia la soap opera nel dicembre del 2006. Nell'ottobre 2008 appare in due episodi di Ugly Betty.
Nell'agosto del 2007, ha il ruolo di Katie Logan nella soap opera Beautiful. Grazie a questa parte ha ottenuto la nomination all'Emmy nel 2008 come miglior attrice non protagonista e, nel 2011 ha vinto il premio per la terza volta nella medesima categoria. Nel 2012 e nel 2013 vince, sempre per la soap, il premio di miglior attrice protagonista.
Ha recitato in molti film per la Tv e per il cinema, quasi tutti inediti in Italia.

## Vita privata
Heather Tom è nata a Hinsdale, Illinois. I suoi fratelli più giovani sono l'attore David Tom e sua sorella è l'attrice Nicholle Tom, la celebre Maggie Sheffield della sit-com La tata. Ad agosto 2011, Heather ha annunciato il suo fidanzamento con il suo compagno dopo 15 anni di relazione, James Achor. Il 17 settembre 2011, i due si sono sposati. Il 19 maggio 2012, è stato annunciato che Heather era incinta, la quale ha confermato la notizia. Il 28 ottobre 2012, Heather ha dato alla luce il suo primo figlio, Zane Alexander Achor, il quale entrerà a far parte del cast di Beautiful nel 2013 nei panni del figlio di Katie "Will", interpretata dalla sua madre naturale, ovvero Heather Tom.

## Filmografia

### Cinema
- La rivale (The Rival), regia di Douglas Jackson (2006)

### Televisione
- Casalingo Superpiù (Who's the Boss?) – serie TV, episodio 5x18 (1989)
- Kids Incorporated – serie TV, episodio 6x14 (1989)
- Febbre d'amore (The Young and the Restless) – soap opera (1990–2003)
- Una vita da vivere (One Life to Live) – soap opera (2003–2006)
- Law & Order - Unità vittime speciali (Law & Order: Special Victims Unit) – serie TV, episodio 5x22 (2004)
- Detective Monk (Monk) – serie TV, episodio 5x13 (2007)
- The Wedding Bells – serie TV, 2 episodi 1x01-1x03 (2007)
- Beautiful (The Bold and the Beautiful) – soap opera (2007–in corso)
- Ugly Betty – serie TV, 2 episodi 3x02-3x03 (2008)
- The Mentalist – serie TV, episodio 3x09 (2010)
- Rizzoli & Isles – serie TV, episodio 2x02 (2011)
- Criminal Minds – serie TV, episodio 7x05 (2011)
- Unforgettable – serie TV, episodio 4x12 (2016)
- Lucifer – serie TV, 2 episodi 1x07, 1x13 (2016)

## Doppiatrici italiane
Nelle versioni in italiano dei suoi film, Heather Tom è stata doppiata da:
- Alessia Lionello in Beautiful
- Stella Musy in Unforgettable
- Eleonora De Angelis in Febbre damore  (1ª edizione)
- Anna Lana in Febbre d'amore  (2ª edizione)
- Emanuela D'Amico in Ugly Betty

## Riconoscimenti

### Emmy Awards
Vinti:
- Miglior giovane attrice in una serie drammatica, per Febbre d'amore (1993)
- Miglior giovane attrice in una serie drammatica, per Febbre d'amore (1999)
- Miglior attrice non protagonista in una serie drammatica, per Beautiful (2011)
- Miglior attrice protagonista in una serie drammatica, per Beautiful (2012)
- Miglior attrice protagonista in una serie drammatica, per Beautiful (2013)
- Miglior attrice protagonista in una serie drammatica, per Beautiful (2020)

Candidature:
- Miglior giovane attrice in una serie drammatica, per Febbre d'amore (1994)
- Miglior giovane attrice in una serie drammatica, per Febbre d'amore (1995)
- Miglior giovane attrice in una serie drammatica, per Febbre d'amore (1997)
- Miglior giovane attrice in una serie drammatica, per Febbre d'amore [1998)
- Miglior giovane attrice in una serie drammatica, per Febbre d'amore (2000)
- Miglior attrice non protagonista in una serie drammatica, per Febbre d'amore (2004)
- Miglior attrice non protagonista in una serie drammatica, per Una vita da vivere (2005)
- Miglior attrice non protagonista in una serie drammatica, per Una vita da vivere (2007)
- Miglior attrice non protagonista in una serie drammatica, per Beautiful (2008)

### Young Artist Awards
Candidature:
- Miglior giovane attrice in una serie drammatica, per Febbre d'amore (1993)
- Miglior giovane attrice in una serie drammatica, per Febbre d'amore (1994)
- Miglior giovane attrice in una serie drammatica, per Febbre d'amore (1996)

### Soap Opera Digest Awards
Vinti:
- Miglior giovane attrice protagonista in una soap-opera, per Febbre d'amore (1997)

Candidature:
- Miglior giovane attrice protagonista in una soap-opera, per Febbre d'amore (1993)
- Miglior giovane attrice protagonista in una soap-opera, per Febbre d'amore (1994)
- Miglior attrice non protagonista in una soap-opera, per Una vita da vivere (2005)